# 余坊乡
余坊乡是中国福建省三明市将乐县下辖的一个乡。

## 行政区划
余坊乡共辖9个行政村，分别是：
余坊村、余源村、隆兴村、瓜溪村、朱岭头村、洋源村、马嘶村、周厝村、张都村。